# Châteauvieux (Altos-Alpes)
Châteauvieux é uma comuna francesa na região administrativa da Provença-Alpes-Costa Azul, no departamento de Altos-Alpes. Estende-se por uma área de 7,07 km². Em 2010 a comuna tinha 516 habitantes (densidade: 73 hab./km²).